# Laena hajeki
Laena hajeki (лат.) — вид жуков-чернотелок рода Laena из подсемейства мохнатки (Lagriinae, Tenebrionidae). Юго-Восточная Азия. Вид назван в честь Jiři Hájek (Прага), одного из коллекционеров типовой серии, в знак признательности за долговременное и доверительное сотрудничество.

## Распространение
Юго-Восточная Азия: Китай, Гуйчжоу (190—260 м).

## Описание
Мелкие бескрылые жуки-чернотелки, длина тела от 5,0 до 5,6 мм, спинная поверхность светло-коричневая с металлически отблеском головы и переднеспинки. L. hajeki сходен с видом L. hongkongica Schawaller & Aston, 2017 из Гонконга по общей форме тела, боковым краям переднеспинки и дорсальной пунктировке, но этот вид можно отделить по наличию продольного вдавления в базальной части переднеспинки, по надкрыльным промежуткам с пунктировкой и сеттингом, по передним бёдрам без острых зубцов, а средние и задние б ёдра с острыми зубцами, и по вершине эдеагуса, короткой и широкой, с усеченной вершиной. Вид был впервые описан в 2023 году немецкими колеоптерологами Вольфгангом Шваллером (Dr. Wolfgang Schawaller) и Aron Bellersheim (Staatliches Museum für Naturkunde, Штутгарт, Германия).